# Episodi di Mamma, Jamie ha i tentacoli! (Seconda stagione)
La seconda stagione della serie animata Mamma, Jamie ha i tentacoli! va in onda in Italia su K2 dal 9 maggio al 21 settembre 2016 e in Francia su France 3 e Télétoon+ dal 3 novembre 2016 al 1 aprile 2017.
| N° | Titolo italiano                          | Titolo originale                        | Prima TV Francia | Prima TV Italia   |
| 1  | Trappola nello Spazio                    | Piégé dans l'espace                     | 3 novembre 2016  | 9 maggio 2016     |
| 2  | Il Miglior amico dell'uomo               | Le meilleur ami de l'homme              | 4 novembre 2016  | 9 maggio 2016     |
| 3  | Il Miglior Hamburger dell'universo       | Le meilleur burger de l'univers         | 7 novembre 2016  | 10 maggio 2016    |
| 4  | Sotto l'occhio di Jamie                  | Jamie jette un œil                      | 8 novembre 2016  | 10 maggio 2016    |
| 5  | La Ruota Gira                            | La roue tourne                          | 10 novembre 2016 | 11 maggio 2016    |
| 6  | Senza Paura e pieno di Rimproveri        | Sans peur et plein de reproches         | 14 novembre 2016 | 11 maggio 2016    |
| 7  | Salvate Mitch!                           | Sauvez Mitch                            | 15 novembre 2016 | 12 maggio 2016    |
| 8  | La Scatola Misteriosa                    | La boîte mystérieuse                    | 17 novembre 2016 | 12 maggio 2016    |
| 9  | Dottor Erwin e Miss Di Meò               | Dr Nerdy et Mr Pompom                   | 18 novembre 2016 | 13 maggio 2016    |
| 10 | Ritorno al Congiuntivo Futuro            | Retour vers le futur du subjonctif      | 21 novembre 2016 | 13 maggio 2016    |
| 11 | Erwin è un alieno!                       | Nerdy est un alien                      | 22 novembre 2016 | 16 maggio 2016    |
| 12 | Allarme Virus                            | SOS Terre                               | 24 novembre 2016 | 16 maggio 2016    |
| 13 | Re, istruzioni per l'uso                 | Roi, mode d'emploi                      | 25 novembre 2016 | 17 maggio 2016    |
| 14 | Erwin e il deja Vù                       | Nerdy part en boucle                    | 28 novembre 2016 | 17 maggio 2016    |
| 15 | Larva Sitter                             | Blarby-sitting                          | 29 novembre 2016 | 18 maggio 2016    |
| 16 | Lamageddon                               | Lamageddon                              | 3 gennaio 2017   | 18 maggio 2016    |
| 17 | Fratelli di Moccio                       | Frères de morve                         | 4 gennaio 2017   | 19 maggio 2016    |
| 18 | Guida non accompagnata                   | Conduite non accompagnée                | 5 gennaio 2017   | 19 maggio 2016    |
| 19 | Benvenuti in casa Walsh                  | Bienvenue chez les Walsh                | 6 gennaio 2017   | 20 maggio 2016    |
| 20 | Non si può scegliere la propria Famiglia | On ne choisit pas sa famille            | 16 marzo 2017    | 20 maggio 2016    |
| 21 | Un'amica ExtraTerrestre                  | La correspondante de l'espace           | 17 marzo 2017    | 23 maggio 2016    |
| 22 | Mio Padre è un dittatore!                | Mon père est un dictateur               | 17 marzo 2017    | 23 maggio 2016    |
| 23 | Alter Erwin                              | Alter-nerdy                             | 18 marzo 2017    | 24 maggio 2016    |
| 24 | Jamie Telefono Casa                      | Jamie téléphone maison                  | 18 marzo 2017    | 24 maggio 2016    |
| 25 | In Servizio per L'FBI                    | Au service du FBI                       | 19 marzo 2017    | 25 maggio 2016    |
| 26 | Come veri Chef!                          | Comme des chefs                         | 19 marzo 2017    | 25 maggio 2016    |
| 27 | Per un pugno di fortuna                  | Chance en stock                         | 20 marzo 2017    | 5 settembre 2016  |
| 28 | L'uomo più importante della galassia     | L'homme le plus important de la galaxie | 20 marzo 2017    | 5 settembre 2016  |
| 29 | La grande partita                        | Soigne ton swing                        | 21 marzo 2017    | 6 settembre 2016  |
| 30 | Un prigioniero modello                   | Un prisonnier modèle                    | 21 marzo 2017    | 6 settembre 2016  |
| 31 | Eye Contact 2.0                          | Contact 2.0                             | 22 marzo 2017    | 7 settembre 2016  |
| 32 | Si salvi chi può                         | Sauve qui poux                          | 22 marzo 2017    | 7 settembre 2016  |
| 33 | Il potere di Erwin                       | Trempette dans un verre d'eau           | 23 marzo 2017    | 8 settembre 2016  |
| 34 | Romea & Jamie                            | Romea & Jamie                           | 23 marzo 2017    | 8 settembre 2016  |
| 35 | Le bugie hanno i tentacoli lunghi        | Mensonges au mètre                      | 24 marzo 2017    | 9 settembre 2016  |
| 36 | Il mio migliore amico è un Vlok          | Mon meilleur ami est un vlok            | 24 marzo 2017    | 9 settembre 2016  |
| 37 | L'incredibile Erwin                      | L'incroyable Nerdy                      | 25 marzo 2017    | 12 settembre 2016 |
| 38 | Nei panni del generale Vlok              | Dans la peau du général                 | 25 marzo 2017    | 12 settembre 2016 |
| 39 | Raul                                     | Le boulet de l'espace                   | 26 marzo 2017    | 13 settembre 2016 |
| 40 | Alieni e le Torte Terrestri              | Tarte à l'embrouille                    | 26 marzo 2017    | 13 settembre 2016 |
| 41 | Carino                                   | Danger choupinours                      | 27 marzo 2017    | 14 settembre 2016 |
| 42 | La sfera del potere                      | Jamie perd la boule                     | 27 marzo 2017    | 14 settembre 2016 |
| 43 | L'attacco delle zanzare mutanti          | L'attaque des moustiques mutants        | 28 marzo 2017    | 15 settembre 2016 |
| 44 | I pirati della galassia                  | Pirates mais pas trop                   | 28 marzo 2017    | 15 settembre 2016 |
| 45 | Il braccialetto                          | Protection très rapprochée              | 29 marzo 2017    | 16 settembre 2016 |
| 46 | Ricordi perduti                          | Ce qui devrait arriver                  | 29 marzo 2017    | 16 settembre 2016 |
| 47 | Il mio amato robot                       | Mon robot bien-aimé                     | 30 marzo 2017    | 19 settembre 2016 |
| 48 | L'imperatore Blarb (P1)                  | L'empire Blarb (1/2)                    | 30 marzo 2017    | 19 settembre 2016 |
| 49 | L'imperatore Blarb (P2)                  | L'empire Blarb (2/2)                    | 31 marzo 2017    | 20 settembre 2016 |
| 50 | A spasso nel tempo                       | Jamie démonte le temps                  | 31 marzo 2017    | 20 settembre 2016 |
| 51 | Una scommessa è una scommessa            | Pari à tout prix                        | 1 aprile 2017    | 21 settembre 2016 |
| 52 | Trappola Zen                             | Ce n'est qu'un au revoir                | 1 aprile 2017    | 21 settembre 2016 |